# 496 a.C.

## Eventos
- 71a olimpíada: Tisícrates de Crotona, vencedor do estádio.[1]
- Aulo Postúmio Albo Regilense e Tito Vergínio Tricosto Celimontano, cônsules romanos.
- Guerras Médicas:
  - A frota persa passa o inverno próxima de Mileto. Eles capturam as ilhas vizinhas ao continente, e em dois anos capturam Quios, Lesbos, Tenedos e o resto.[2]
  - Após as ilhas, os persas submetem as cidades da Jônia. Os mais belos rapazes e moças das cidades são enviados ao rei Dario. Eles queimam as cidades e os templos. Esta foi a terceira vez que os jônios são oprimidos, a primeira pelos lídios, e duas vezes pelos persas.[2]
  - Antes da chegada da frota fenícia, os habitantes de Bizâncio e da Calcedônia, oposta a Bizâncio, abandonam as cidades e fogem para as partes mais remotas do mar Euxino, onde fundam Mesembria.[2]

## Mortes
- Hu Lu, rei de Wu e o patrocinador de Sun Tzu, morre em consequência de feridas em batalha contra Kou Chien, rei de Yueh. Ele havia começado a reinar em 514 a.C.[3]